# Acrolophus baldufi
Acrolophus baldufi är en fjärilsart som beskrevs av Hasbrouck 1964. Acrolophus baldufi ingår i släktet Acrolophus och familjen Acrolophidae. Inga underarter finns listade i Catalogue of Life.